# I Get Along Without You Very Well (Except Sometimes)
I Get Along Without You Very Well (Except Sometimes), dt. Ich komme sehr gut ohne dich zurecht (außer manchmal), ist ein Popsong von Hoagy Carmichael, der 1938 veröffentlicht wurde und auf einem Gedicht von Jane Brown Thompson (1868–1939) aufbaut.

## Entstehungsgeschichte
Der Liedtext basiert auf dem Gedicht Except Sometimes, das 1922 in der Zeitschrift Life unter Angabe der Initialen JB veröffentlicht worden war. Hoagy Carmichael erhielt es (aus der Zeitschrift ausgeschnitten) im Januar 1937 bei einem Besuch der Indiana University von einem Freund, der meinte, es könne ihm gefallen; Carmichael gefiel es tatsächlich und legte es ab. 1938 fand er das Gedicht wieder, schrieb es um und komponierte den Song; bei der Veröffentlichung tauchte das Problem auf, dass Carmichael angegeben hatte, dass der Text auf dem Gedicht von JB aufbaute und damit ein Urheberrechtskonflikt zu befürchten war, der zunächst darüber beigebogen wurde, in dem der Verleger von Life an den Tantiemen beteiligt wurde. Thompsons Identität als Autorin des Gedichts wurde erst 1938 bei der weiteren Suche nach dem ursprünglichen Autor bekannt; sie starb in der Nacht, bevor das Lied erstmals am 20. Januar 1939 von Dick Powell im Radio vorgestellt wurde.
Auch vor diesem Hintergrund wird das Lied von vielen Komponisten als der traurigste Song bezeichnet, der je geschrieben wurde. Er endet mit den Zeilen:

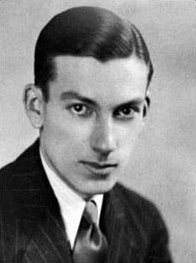
Hoagy Carmichael

I get along without you very well

Except, of course, in spring,

But l will never think of spring,

For that would surely break my heart in two.
Vorgetragen wird der Song wie eine Klage:
I get along without you very well,

Of course I do,

Except when soft rains fall and drip from leaves,

Then I recall the thrill of being sheltered in your arms,

Of course I do,

But I get along without ...
Der Refrain I get along without you very well impliziert dabei eigentlich die Aussage How I wish I could get along with you.

## Erste Aufnahmen und Rezeptionsgeschichte
Das Charlie Barnet Orchestra nahm I Get Along Without You Very Well am 20. Januar 1939 auf; Bandvokalistin war Judy Ellington. Im selben Jahr folgten Aufnahmen der Orchester von Larry Clinton, Benny Goodman und Glenn Miller; den größten Erfolg in den US-Charts verzeichnete 1939 die Version von Red Norvo und seinem Orchester (Gesang: Terry Allen, #3). Ab 18. März 1939 kam auch das Jimmy Dorsey Orchestra mit dem Lied in die amerikanischen Hitparaden. Durch zahlreiche weitere Coverversionen wurde er ab den 1940er-Jahren zu einem populären Song des Great American Songbook.
Er gilt auch als Jazzstandard; der Diskograf Tom Lord listet 161 Versionen des Songs. 1952 sang ihn Carmichael mit Jane Russell im Film Die Spielhölle von Las Vegas. Ihn nahmen u. a. Frank Sinatra (In the Wee Small Hours, 1955), Chet Baker, Billie Holiday (Lady in Satin, 1958), Rosemary Clooney, Helen Ward, The Four Freshmen, Sammy Davis junior, Stan Kenton, Margaret Whiting, Matt Monro, Carly Simon und Adelaide Hall auf. In späteren Jahren wurde der Song u. a. auch von Kurt Elling, Diana Krall, Gary Bartz, Franck Amsallem, Molly Ringwald und Alan Ferber interpretiert.